# Fredrik August II av Sachsen
Fredrik August II av Sachsen (tyska: Friedrich August II. von Sachsen), född 18 maj 1797 i Pillnitz, död 9 augusti 1854 i Karrösten, var kung av Sachsen och medlem av huset Wettin. Han var son till Maximilian av Sachsen och Caroline av Parma, samt brorson till Fredrik August I av Sachsen.

## Biografi
Fredrik August fick en god undervisning i militära, juridiska och framför allt i naturvetenskapliga ämnen, med ett särskilt intresse för botanik, och reste mycket. Tillsammans med Johann Wolfgang von Goethe skrev han floran Flora Marienbadensis, oder Pflanzen und Gebirgsarten, gesammelt und beschrieben (utgiven 1837). År 1822 fick han en plats i Sachsens geheimeråd.
Julirevolutionen i Frankrike 1830 innebar oroligheter också i Sachsen. Folket krävde ändringar i konstitutionen och ville ha en yngre regent på tronen. Den 1 september 1830 lade prins Maximilian därför ner alla sina tronanspråk till förmån för sonen, som utropades till medregent till sin farbror, kung Anton av Sachsen. Han efterträdde honom fullt ut som kung 1836.
Från början en liberal kung ändrades hans åsikter och under revolutionsåret 1848 tvingades han fly från huvudstaden Dresden till fästningen Königstein. Revolten slogs ner med hjälp av österrikiska och preussiska trupper.
I övrigt var Fredrik August tämligen politiskt ointresserad och föredrog att hålla sig i bakgrunden.
Under en resa i Österrike 1854 föll han framför en häst och blev så illa trampad att han senare avled på ett värdshus i Brennbichl. Eftersom han avled barnlös, efterträddes han av sin bror Johan.

## Äktenskap
1. 1819 med ärkehertiginnan Caroline av Österrike (1801–1832), dotter till kejsar Frans II.
2. 1833 med Maria Anna av Bayern (1805–1877), dotter till Maximilian I av Bayern.

Båda äktenskapen var barnlösa.